# Росхальде
«Росхальде» (также в переводе А. Полоцкой «Росгальда», а в переводе Г. Снежинской «Конская куча»; нем. Roßhalde) — роман Германа Гессе, впервые опубликованный в 1913 году.

## Сюжет
Действие романа происходит в имении Росхальде, где живет известный художник Иоганн Верагут вместе с женой Аделью и семилетним сыном Пьером. Из-за постоянных размолвок в семье Иоганн вынужден отправить старшего сына Альберта учиться в другой город и оставить дом своей супруге, сам при этом поселившись в мастерской. Единственной нитью, которая связывает Верагутов, является маленький Пьер.
В один из дней в имение приезжает лучший друг Иоганна Отто Буркхарт, который вот уже несколько лет живет в Индии. Буркхарт давно планирует пригласить Верагута погостить к себе, но художнику необходимо некоторое время на завершение нескольких задуманных работ в Росхальде, пред тем как отправиться в путешествие.
Все лето Иоганн работает над своими полотнами. Пьер мечется между домом и мастерской, не находя нигде должного к себе внимания, так как мать много времени проводит с приехавшим на каникулы Альбертом, а отец полностью занят живописью. Но после того как мальчик заболевает воспалением мозга, Иоганн и Адель, бросив все, проводят дни и ночи у постели сына, в ожидании улучшений его состояния. Постоянные боли мучают Пьера, и, в конце концов, сердце ребенка останавливается. После смерти сына Верагута уже больше ничего не держит в Росхальде.

## История создания
Над «Росхальде» Гессе работал с октября 1912 по январь 1913 года в Гайнхофене, Баденвайлере и Берне. Текст произведения был впервые опубликован в 1913 году в ежемесячном журнале издательства Velhagen & Klasing. Чуть позже в 1914 году роман был выпущен отдельной книгой в берлинском издательстве Самюэля Фишера.
Сюжет романа во многом основан на событиях жизни самого писателя. На момент написания книги в семье Гессе наметился кризис. Сам писатель пытался решить его, переселившись с женой Марией Бернулли и тремя сыновьями в Берн. Осенью 1911 года Гессе совершил поездку в Индию, которая в некой степени также была возможностью сбежать от нахлынувших проблем. Удивителен тот факт, что после выхода книги, менингитом заболел младший сын писателя Мартин, который в отличие от героя романа данный недуг сумел пережить.
Прототипом имения Росхальде послужило имение художника Ганса Штурценеггера в Шаффхаузене, сам живописец стал прообразом Верагута.